# 董兆奎
董兆奎（？—？），字瑞峰，直隸完縣人，翰林院編修，國史館纂修。
董兆奎曾于同治十三年十二月(1874年)接替沈赓扬任延平府知府一职，光绪二年五月(1876年)由张其曜接任。